# Phytoliriomyza praecellens
Phytoliriomyza praecellens este o specie de muște din genul Phytoliriomyza, familia Agromyzidae, descrisă de Spencer în anul 1977. Conform Catalogue of Life specia Phytoliriomyza praecellens nu are subspecii cunoscute.